# Łysiec

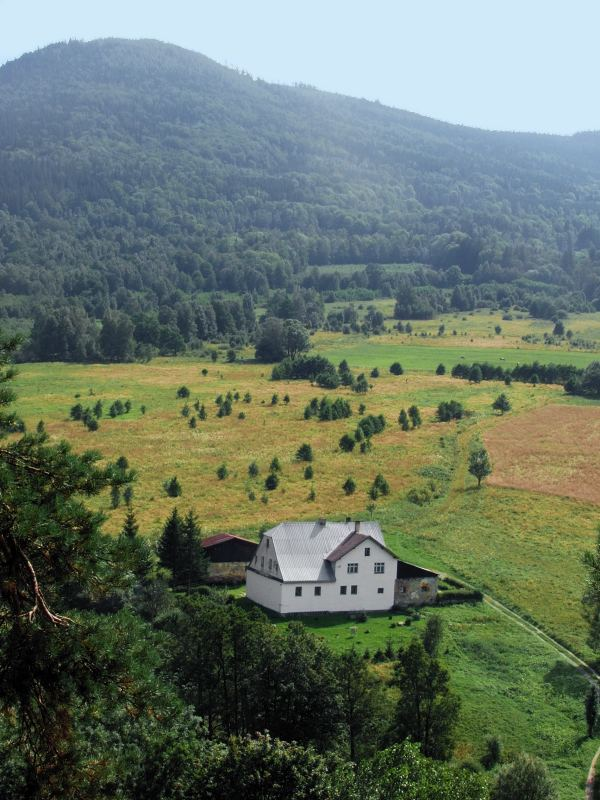
Łysiec

Łysiec is een berg in Polen met een hoogte van 964 m in het Bialskie gebergte (Sudeten).
Het ligt nabij de stad Stronie Śląskie.